# Wictor Ragnewall
Wictor Ragnewall, född 10 mars 1993, är en svensk ishockeymålvakt som spelar för Kristianstad IK i Hockeyettan. Hans moderklubb är Fotskäls HC.